# 19 i 29 Zgrupowania Piechoty Polskiej
19 i 29 Zgrupowania Piechoty Polskiej (fr. 19 et 29 Groupements d’Infanterie Polonaise) – dwa bataliony 1 Armii Francuskiej „Ren i Dunaj” złożone z weteranów francuskiego ruchu oporu narodowości polskiej.

## Sformowanie
W składzie Francuskich Sił Wewnętrznych (FFI) oprócz Francuzów walczyli przedstawiciele mniejszości narodowych, w tym Polacy. W czasie całej okupacji w ruch oporu na terenie Francji zaangażowało się około 40 tysięcy Polaków, z których około 10 tysięcy straciło życie. Po wyzwoleniu władze zaproponowały obcokrajowcom z FFI przyjęcie francuskiego obywatelstwa lub wstąpienie do Legii Cudzoziemskiej. Sprzeciwili się temu dowódcy polskich oddziałów partyzanckich. Większość Polaków walczyło przed powstaniem FFI w szeregach Wolnych Strzelców i Partyzantów – organizacji komunistycznej, która w FFI zachowała autonomię. Sympatyzowali oni z Polskim Komitetem Wyzwolenia Narodowego i Krajową Radą Narodową, licząc na powrót do kraju i poprawę warunków życia.
Dowódcy polskich oddziałów z FTP-FFI wspólnie z emigracyjnym PKWN powołali Komisję Wojskową, której starania doprowadziły do zgody Ministerstwa Wojny i Sztabu Generalnego na sformowanie czysto polskich jednostek wojskowych wchodzących w skład Francuskiej Armii Wyzwolenia (AFL), do czego doszło w Wogezach.
Rozkaz Szefa Sztabu 1 Armii z dnia 22 stycznia 1945 powoływał z dniem 1 lutego dwa polskie bataliony pionierów podporządkowane administracyjnie dowódcy 201 Pułku Pionierów Północnoafrykańskich (201e Régiment de Pionniers Nord Africains). Dowódcą został mianowany major Bolesław Jeleń. 19 Zgrupowanie stworzono z partyzantów południowej i centralnej Francji zaś 29 z północnej. Jednostki te były całkowicie niezależne od Polskich Sił Zbrojnych na Zachodzie.

## Dowództwo i skład
Oba zgrupowania liczyły 2500 żołnierzy. W każdej z kompanii znajdowało się ich około 290.

### Dowodzący 19 i 29 Zgrupowaniem
- major Henri Thevenon (reprezentant strony francuskiej)
- major Bolesław Jeleń (reprezentant strony polskiej)

### 19 Zgrupowanie Piechoty Polskiej
Dowódca:
- major Bolesław Maślankiewicz

Zastępca:
- porucznik Edmund Czekała

Dowódcy kompanii:
- 1 kompania – porucznik Julian Nowak
- 2 kompania – porucznik Władysław Kaczmarek
- 3 kompania – porucznik Jan Kaczmarek
- 4 kompania – porucznik Józef Olek

### 29 Zgrupowanie Piechoty Polskiej
Dowódca:
- major Jan Gerhard

Zastępca:
- kapitan Antoni Chrost

Dowódcy kompanii:
- 1 kompania – porucznik Tadeusz Marcinkowski
- 2 kompania – porucznik Henryk Karczewski
- 3 kompania – porucznik Marceli Drabik
- 4 kompania – porucznik Edward Mazgaj

## Działania bojowe i służba powojenna
Polskie bataliony pod koniec 1944 wzięły udział w kampanii lotaryńskiej oraz w walkach na linii Zygfryda wyzwalając Colmar. 14 marca 1945 w ramach kampanii niemieckiej 1 Armia Francuska „Ren i Dunaj”, razem z polskimi zgrupowaniami, sforsowała Ren. Walczyły o Palatynat, Badenię i Wirtembergię (między innymi zdobyto Karlsruhe) oraz Schwarzwald. Szlak bojowy zgrupowań zakończył się nad Jeziorem Bodeńskim, pod Konstancją i Friedrichshafen oraz w rejonie Singen, Donaueschingen, Tuttlingen i Balgheim.
W ramach francuskiej strefy okupacyjnej polscy żołnierze pełnili służbę garnizonową w Tuttlingen, Lindau, Stuttgarcie, Karlsruhe, Rottweil, Horb i Baden-Baden. Otrzymali oni podziękowania od generała armii Jean de Lattre de Tassigny – dowódcy 1 Armii Francuskiej „Ren i Dunaj”, który w imieniu Francji podpisał akt kapitulacji III Rzeszy.

## Powrót do kraju
19 i 29 Zgrupowania Piechoty Polskiej we Francji były jedynymi jednostkami polskimi walczącymi na froncie zachodnim, które w całości wróciły do kraju. Dwa transporty wyruszyły z miasta Tuttlingen w Niemczech, za zgodą przewodniczącego Rządu Tymczasowego Republiki Francuskiej generała brygady Charles’a de Gaulle’a, 4 listopada 1945. 11 listopada w Międzylesiu pociągi przekroczyły granicę Polski a 18 listopada odbyła się parada zgrupowań w Warszawie, w pełnym umundurowaniu i wyposażeniu. Do Polski powróciło 1396 żołnierzy obu jednostek. Po rozformowaniu 19 i 29 Zgrupowania część żołnierzy trafiła do ludowego Wojska Polskiego, zdemobilizowani osiedlili się na Ziemiach Odzyskanych.

## Symbolika, umundurowanie i uzbrojenie
Żołnierze 19 i 29 Zgrupowania Piechoty Polskiej używali umundurowania zarówno francuskiego, jak i amerykańskiego oraz brytyjskiego (podobnie w przypadku uzbrojenia). Jedynym znakiem wyróżniającym był noszony na czapkach (czasem także na kieszeniach munduru) polski orzeł wojskowy na tarczy amazonek pozbawiony korony (na hełmach malowano herb Polski, także bez korony). W obu jednostkach przyjęto francuski system nazewnictwa (spolszczany) i oznaczania stopni wojskowych.